# 藤原豊彦
藤原 豊彦（ふじわら の とよひこ）は、平安時代初期の貴族。藤原京家、参議・藤原浜成の子。官位は従五位下・豊後守。

## 経歴
弘仁3年（812年）に従五位下に叙爵され、弘仁6年（815年）には長門守に任官している。その後時期は不明ながら、豊後守を務めている。

## 官歴
『日本後紀』による。
- 時期不詳：正六位上
- 弘仁3年（812年）正月7日：従五位下
- 弘仁6年（815年）10月21日：長門守
- 時期不詳：豊後守[2]

## 系譜
『尊卑分脈』による。
- 父：藤原浜成
- 母：不詳
- 妻：大伴永主の娘
  - 三男：藤原冬緒（808-890）
- 生母不明の子女
  - 男子：藤原秋緒（?-?）